# Handelsverband Österreich
Der Handelsverband Österreich (rechtlich: Verband österreichischer Handelsunternehmen; Englisch: Austrian Retail Association) ist der Spitzenverband des Handels in Österreich mit Verbandssitz in Wien.

## Mitgliedschaft
Mitglieder des Handelsverbands Österreich sind rund 4.000 Handelsunternehmen, die in Österreich mit ca. 300.000 Mitarbeitern an 25.000 Standorten einen Jahresumsatz von rund 65 Milliarden Euro erzielen. Daneben sind dem Handelsverband ca. 190 Unternehmen diverser Spezialisierungen als Partner assoziiert.
Der Handelsverband Österreich ist selbst Mitglied des Europäischen Außenhandelsverbandes CITHA, Ecommerce Europe, Direct Selling Europe (DSE) und der Federation of International Retail Associations (FIRA).

## Geschichte
Anfang der 1920er-Jahre wurde der Handelsverband als Verband österreichischer Detailfirmen gegründet. 20 Warenhäuser, darunter Meinl, Palmers und Kastner & Öhler, gründeten die Interessensgemeinschaft mit dem Ziel, gemeinsam eine solide Handelsstruktur in Österreich aufzubauen. 1934 schloss sich der Verband österreichischer Filialbetriebe unter dem neuen Namen Verband kaufmännischer Betriebe Österreichs zusammen und gewann rasch an öffentlicher Bedeutung. Die rund 50 Mitgliedsfirmen repräsentierten damals ca. vier Fünftel des gesamten österreichischen Werbebudgets. 1937 wurde der bis dahin unabhängige Verband der Einflussnahme der Regierung unterstellt und zur Gilde der kaufmännischen Großbetriebe Österreichs umbenannt und 1938 ersatzlos aufgelöst. Nach dem Zweiten Weltkrieg erfolgte die Neugründung der neuen Interessengemeinschaft für die Großformen des Handels. Der erste Vorstand bestand aus Vertretern großer österreichischer Handelsfirmen wie Palmers, Gerngross, Ankerbrot oder Humanic und trat 1950 zum ersten Mal zusammen. 1974 erhielt der Handelsverband seinen heutigen Namen und bezog das Büro in der Alser Straße 45. Seither hat sich der Handelsverband zur freiwilligen Interessenvertretung aller österreichischen Handelsunternehmen entwickelt. Er vertritt die Anliegen des Handels bei politischen Meinungsbildnern, Arbeitnehmerverbänden oder den Medien. Neben Serviceleistungen bietet der Handelsverband seinen Mitgliedern ein Forum für den politischen, rechtlichen und technologischen Informationstransfer.

## Organisation
Der Handelsverband ist ein Verein im Sinne des Vereinsgesetzes 2002. Seine Organe sind die Generalversammlung, das Präsidium, der Präsidialrat und die Geschäftsführung. Die Generalversammlung bestellt den Präsidenten und seine vier Stellvertreter, die Vizepräsidenten, welche zusammen das Präsidium bilden. Die Generalversammlung wählt aus ihrer Mitte außerdem die Mitglieder des Präsidialrates, die den Präsidenten und das Präsidium in wichtigen Fragen des Verbands beraten und kontrollieren.

### Die Generalversammlung
Die Generalversammlung ist Versammlung aller ordentlichen Mitglieder. Sie bestellt den Präsidenten und seine Stellvertreter, die Vizepräsidenten, welche zusammen das Präsidium bilden. Die Generalversammlung wählt aus ihrer Mitte die Mitglieder des Präsidialrates.

### Präsidium
Das Präsidium besteht aus dem Präsidenten und den Vizepräsidenten. Die Funktionsperiode beträgt drei Jahre. Aktuell fungiert Stephan Mayer-Heinisch als Präsident des Handelsverbandes. Der Jurist war u. a. Geschäftsführer und Konzernsprecher bei der Leder&Schuh AG und ist heute auch als Obmann des ACSC (Austrian Council of Shopping Centers) tätig.
Präsident: Stephan Mayer-Heinisch
Vizepräsidenten:
- Karin Saey, Dorotheum (designiert)
- Norbert W. Scheele, C&A Österreich
- Harald Gutschi, UNITO/otto group
- Horst Leitner, Hofer KG
- Frank Hensel, REWE Group

### Präsidialrat
Der Präsidialrat besteht aus 8 bis 30 ordentlichen Mitgliedern des Handelsverbandes, die den Präsidenten und das Präsidium in wichtigen Fragen des Verbandes beraten und kontrollieren. Die Funktionsperiode beträgt drei Jahre.

### Geschäftsführung
Die Geschäftsführung bereitet strategische Aktionslinien für das Präsidium vor, trägt die operative Verantwortung für die Geschäfte, für das Büro, führt das Team und den Verband gemäß der erlassenen Geschäftsordnung und beobachtet gesetzgeberische sowie handelspolitische Entwicklungen. Die Durchführung der Verbandsarbeit erfolgt im engen Zusammenwirken mit dem Präsidium. Der Dialog mit den Mitgliedern steht dabei im Mittelpunkt.
Seit 2014 ist Rainer Will Geschäftsführer des Handelsverbandes und damit auch Herausgeber des Branchenmagazins RETAIL. Er ist im Board of Directors der europäischen Handelsvereinigung Ecommerce Europe sowie Beirat der FH St. Pölten, der DMX Austria und des Swiss Import Promotion Programms.

## Veranstaltungen und Publikationen
Das Portfolio des Verbandes umfasst vier Branchenkongresse, das Diskussionsformat [handels]zone, das Networking-Breakfast Good Morning Retail, das retail-Magazin, die Publikation von Studien sowie die Handelsverband Akademie. Die Online-Plattform KMU RETAIL bietet österreichischen Handelsunternehmen mit bis zu 49 Mitarbeitern und 10 Millionen Euro Umsatz pro Jahr eine kostenfreie Mitgliedschaft beim Handelsverband an. Auf der Internetpräsenz retail.at werden Neuigkeiten rund um handelsrelevante Themen veröffentlicht.
Der 2016 von Handelsverband und Austrian Development Agency (ADA) gemeinsam gegründete Import Information Hub Austria dient als Forum für österreichische Importeure und internationale Exporteure.

## Preisvergaben

### Austrian Trustmark Awards
Seit 2015 verleiht der österreichische Handelsverband einmal jährlich im Rahmen des E-Commerce-Days (vormals Versandhandelstag) die Austrian Trustmark Awards für ausgezeichnete Leistungen hinsichtlich Konsumentenfreundlichkeit.
Vergeben wird der Award in den drei Kategorien "Best Online Shop", "Best Omnichannel Experience", "Best Mobile Performance". Der Preis geht an diejenigen Trustmark-Träger, die ein Extra an Professionalität, Qualität, Transparenz und Sicherheit anbieten.

### Austrian Retail Innovation Awards
Die 2016 erstmals vom Handelsverband in Kooperation mit der größten studentischen Unternehmensberatung ICONS vergebenen Austrian Retail Innovation Awards zeichnen in Österreich tätige Handelsunternehmen für den Einsatz innovativer Technologie-Lösungen aus. Die Gewinner werden jedes Jahr durch eine Jury – bestehend aus den Mitgliedern des Handelsverband-Ressorts "Innovation im Handel" unter Vorsitz von Business Angel Werner Wutscher – ermittelt und im Rahmen der Tech-Konferenz Technologie treibt Handel vergeben.